# Qāshkamarī
Qāshkamarī (persiska: قاشكَمَری) är en ort i Iran.   Den ligger i provinsen Kohgiluyeh och Buyer Ahmad, i den centrala delen av landet, 500 km söder om huvudstaden Teheran. Qāshkamarī ligger 1 626 meter över havet och antalet invånare är 123.
Terrängen runt Qāshkamarī är bergig åt sydväst, men åt nordost är den kuperad. Runt Qāshkamarī är det ganska glesbefolkat, med 47 invånare per kvadratkilometer. Närmaste större samhälle är Landeh, 12,5 km sydväst om Qāshkamarī. Omgivningarna runt Qāshkamarī är i huvudsak ett öppet busklandskap.